# ريجينا جورج
ريجينا جورج (بالإنجليزية: Regina George) هي عداءة سريعة أمريكية ونيجيرية، ولدت في 17 فبراير 1991 في شيكاغو في الولايات المتحدة.

## وصلات خارجية
- ريجينا جورج على موقع الاتحاد الدولي لألعاب القوى (الإنجليزية)
- ريجينا جورج على موقع الدوري الماسي (الإنجليزية)
- ريجينا جورج على موقع TFRRS.org (الإنجليزية)
- ريجينا جورج على موقع أوليمبيديا (الإنجليزية)
- ريجينا جورج على موقع اتحاد ألعاب الكومنولث (مؤرشف) (الإنجليزية)